# Gaig fosc
El gaig fosc (Cyanocorax cyanomelas) és una espècie d'ocell de la família dels còrvids (Corvidae) que habita boscos i matolls del sud del Perú, Bolívia i sud-oest del Brasil, el Paraguai i nord de l'Argentina.